# Línea 602 (TMV)
La línea 602 del Transporte Metropolitano de Valparaíso une el 1° Sector de Playa Ancha con Villa Primavera en Concón.
Abastece también Playa Ancha, Gran Bretaña, Valparaíso, Viña del Mar, Reñaca, Ositos, Montemar y Concón.
Su recorrido es similar a la de la línea 601, con la diferencia de tomar Avenida Concón Reñaca en vez de Avenida Borgoño. Su frecuencia varía entre 5 y 40 minutos dependiendo de la hora y su color característico es el color naranjo y el crema puesto a que pertenece a la Unidad de Negocio N°6 de Buses del Gran Valparaíso.

## Historia
La línea 602 tiene sus orígenes en 1940, siendo parte de la flota de autobuses góndolas que unían Reñaca con Valparaíso. Por ese entonces no poseía ningún número o empresa característica.
En 1973, el gobierno de Salvador Allende llevó a cabo un sistema de planificación de transporte urbano en la ciudad de Valparaíso y Viña del Mar, siendo asignada la línea 1 al recorrido Reñaca - 1°Sector, licitado por la empresa Central Bus.
En 1975 fue creado un servicio expreso de la línea 1 que tomaba Avenida San Martín en vez de Avenida Libertad. Ese mismo año se implementó un servicio corto que realizaba el trayecto Las Salinas - Puerto.
En los años 80s, la empresa Central Bus fue fusionada con las empresas Buses Placeres formando la recordada Buses Central Placeres, al cual la línea 1 pasó a formar parte. Los servicios corto y expreso desaparecieron, sin embargo fueron creados los servicios 1A, que cubría Concón - 1°Sector por Avenida Borgoño para reemplazar la línea 9 y 1B, que recorría Concón - Canal Chacao. En ese mismo tiempo, fue extendido el servicio de la línea 1 hasta Concón.
Con la creación del Transporte Metropolitano de Valparaíso en el año 2007, la línea 1 pasó a ser la línea 602, la línea 1A pasó a ser la línea 601 y la línea 1B se fusionó con la línea 4 de Central Placeres formando la línea 609.

## Principales avenidas que recorre
- Calle Levarte
- Avenida Gran Bretaña
- Avenida Altamirano
- Avenida Errázuriz
- Avenida España
- Par vial Álvarez/Viana
- Avenida Libertad
- Avenida Jorge Montt
- Avenida Concón-Reñaca

## Conexión con Metro de Valparaíso
- Estación Puerto
- Estación Bellavista
- Estación Francia
- Estación Barón
- Estación Portales
- Estación Recreo
- Estación Miramar
- Estación Viña del Mar

- Datos: Q109313182